# Anže Logar
Anže Logar, né le 15 mai 1976 à Ljubljana, est un homme politique slovène, membre du Parti démocratique slovène (SDS). Il est ministre des Affaires étrangères du troisième cabinet Janša de mars 2020 à juin 2022.

## Biographie
Anže Logar est directeur du bureau de communication du Gouvernement dans les deux cabinets de Janez Janša. Il est le porte-parole officiel de la présidence slovène du Conseil de l'Union européenne en 2008 et est le responsable de celle de 2021.
Il est candidat à l'élection présidentielle de 2022. Présenté comme un candidat conservateur, il est battu au second tour avec 46,13 % des voix par Nataša Pirc Musar, élue présidente.